# Stazione di Torricola
La stazione di Torricola è una stazione ferroviaria posta sulla linea Roma-Formia-Napoli; serve la zona di Torricola, compresa nel territorio comunale di Roma.

## Strutture e impianti
La stazione dispone di due banchine che servono i tre binari di stazione e uno scalo merci, non più utilizzato, composto da un piano caricatore e da due binari tronchi. Dal binario di accesso allo scalo si dirama un raccordo, inutilizzato, che da accesso a un'area industriale.
In direzione Roma è presente la sottostazione elettrica che alimenta la linea aerea, ed è collegata all'impianto tramite un raccordo, non più utilizzato.
È presente un fabbricato viaggiatori che ospita la sala d'attesa e i locali adibiti alla gestione della circolazione.

## Movimento
La stazione è servita dai treni regionali delle linee FL 7 e FL 8.

## Servizi
La stazione, che RFI classifica di categoria bronze, dispone di:
- Servizi igienici

## Interscambi
- Fermata autobus ATAC.